# Мартинов Олег Федорович
Мартинов Олег Федорович — радянський і російський кінооператор. Заслужений діяч мистецтв Росії (1997).

## Життєпис
Народився 18 червня 1937 р. в Москві.
Закінчив операторський факультет Всесоюзного державного інституту кінематографії (1964, майстерня Б. Волчека).
З 1978 р. — оператор «Мосфільму».
Зняв близько сорока художніх фільмів і телесеріалів, зокрема, в Україні: «Хто помре сьогодні» (1967), «Камінний хрест» (1968, 2-й оператор), «Маленький шкільний оркестр» (1968), «Комісари» (1969), «Життя та дивовижні пригоди Робінзона Крузо» (1972), «Рейс перший, рейс останній» (1974).

## Фестивалі і премії[2]
- 1973: Всесоюзний кінофестиваль, Алма-Ата — Приз за найкращу операторську роботу («Життя та дивовижні пригоди Робінзона Крузо», 1972)
- 1992: МКФ слов'янських і православних народів «Золотий Витязь» — Приз за найкращу операторську роботу («Хлопчики», 1990)
- 1993: Премія «Золотий овен» — За найкращу операторську роботу («Нелюбов», 1991)

## Фільмографія
- «Хто помре сьогодні» (1967, короткометражний)
- «Камінний хрест» (1968, 2-й оператор)
- «Маленький шкільний оркестр» (1968)
- «Комісари» (1969)
- «Життя та дивовижні пригоди Робінзона Крузо» (1972)
- «Рейс перший, рейс останній» (1974)
- «Микола Реріх» (1976, документальний)
- «Повернення почуттів» (1979)
- «Портрет дружини художника» (1981)
- «Підліток» (1983)
- «Вишневий вир» (1985)
- «Жив відважний капітан» (1985)
- «Лермонтов» (1986)
- «Стара абетка» (1987)
- «Дикун» (1988)
- «Чорний коридор» (1988)
- «Стук в двері» (1989)
- «Хлопчики» (1990)
- «Спогади про Грузію» (1991, документальний)
- «Нелюбов» (1991)
- «Операція „Люцифер“» (1993)
- «Зона Любе» (1994)
- «Королева Марго» (1996—1997, телесеріал)]
- «Ультиматум» (1999)
- «Послухай, чи не йде дощ...» (1999)
- «Рейнджер з атомної зони» (1999)
- «День святого Валентина» (2000)
- «На розі, біля Патріарших-2» (2001)
- «Цвіркун за вогнищем» (2001)
- «Чорний м'яч» (2002)
- «Дім на набережній» (2007, 4 с)
- «Троє з площі Карронад» (2008)
- «Принцеса з півночі» (2015, 4 с) та ін.